# Chiesa-oratorio di San Vigilio
La chiesa-oratorio di San Vigilio è un edificio religioso romanico che si trova a Val Mara, nella frazione di Rovio.

## Storia
Costruita probabilmente nella prima metà dell'XI secolo, la chiesa subì un restauro fra il 1948 e il 1949: l'intervento si concentrò sul portale.

## Descrizione

### Esterni
La facciata è intonacata (come l'abside, di forma semicircolare) e articolata in lesene sulle quali si trovano alcuni archi rampanti. Gli archetti, binati o trinati, caratterizzano le lesene che coprono tutta la superficie esterna dell'edificio e nella parte sud, accanto al portale, sono chiechi.

### Interni
La copertura della navata è a capriate scoperte. Particolarmente interessanti le decorazioni dell'abside, in stile romanico: una vesica piscis, nella calotta, ospita un Cristo in maestà, circondato da un nastro dipinto e da ulteriori affreschi, non ben conservati, che rappresentano i Simboli degli avangelisti. Un fregio sovrasta una Madonna orante affiancata dagli apostoli, mentre sullo zoccolo si trova un velario che rappresenta, con chiari influssi bizantini, il Giudizio universale e l'Assunzione.
Completa le decorazioni una settecentesca statua di San Rocco, opera forse di Pietro Mazzetti, compresa entro una nicchia nella parte meridionale della chiesa.